# 11-я лёгкая артиллерийская бригада
11-я лёгкая артиллерийская Свирская орденов Кутузова и Богдана Хмельницкого бригада — воинское соединение вооружённых сил СССР в Великой Отечественной войне.

## История
Бригада сформирована на Юго-Западном фронте, в составе 7-й артиллерийской дивизии путём объединения трёх истребительно-противотанковых артиллерийских полков.
На вооружении бригады в момент формирования находились 76-миллиметровые орудия ЗИС-3.
- О боевом пути бригады смотри статью 7-я артиллерийская дивизия

## Состав бригады
- 210-й лёгкий артиллерийский полк
- 525-й лёгкий артиллерийский полк
- 870-й лёгкий артиллерийский полк (до 16.09.1944)

## Подчинение
| Дата            | Фронт (округ)        | Армия                 | Корпус | Дивизия                    | Примечания |
| --------------- | -------------------- | --------------------- | ------ | -------------------------- | ---------- |
| 01.03.1943 года | Юго-Западный фронт   | -                     | -      | 7-я артиллерийская дивизия | -          |
| 01.04.1943 года | Юго-Западный фронт   | 1-я гвардейская армия | -      | 7-я артиллерийская дивизия | -          |
| 01.05.1943 года | Юго-Западный фронт   | 1-я гвардейская армия | -      | 7-я артиллерийская дивизия | -          |
| 01.06.1943 года | Юго-Западный фронт   | 1-я гвардейская армия | -      | 7-я артиллерийская дивизия | -          |
| 01.07.1943 года | Юго-Западный фронт   | 1-я гвардейская армия | -      | 7-я артиллерийская дивизия | -          |
| 01.08.1943 года | Юго-Западный фронт   | 1-я гвардейская армия | -      | 7-я артиллерийская дивизия | -          |
| 01.09.1943 года | Юго-Западный фронт   | -                     | -      | 7-я артиллерийская дивизия | -          |
| 01.10.1943 года | Юго-Западный фронт   | -                     | -      | 7-я артиллерийская дивизия | -          |
| 01.11.1943 года | 4-й Украинский фронт | 3-я гвардейская армия | -      | 7-я артиллерийская дивизия | -          |
| 01.12.1943 года | 4-й Украинский фронт | 3-я гвардейская армия | -      | 7-я артиллерийская дивизия | -          |
| 01.01.1944 года | 4-й Украинский фронт | 3-я гвардейская армия | -      | 7-я артиллерийская дивизия | -          |
| 01.02.1944 года | 4-й Украинский фронт | 3-я гвардейская армия | -      | 7-я артиллерийская дивизия | -          |
| 01.03.1944 года | 3-й Украинский фронт | -                     | -      | 7-я артиллерийская дивизия | -          |
| 01.04.1944 года | 3-й Украинский фронт | -                     | -      | 7-я артиллерийская дивизия | -          |
| 01.05.1944 года | 3-й Украинский фронт | -                     | -      | 7-я артиллерийская дивизия | -          |
| 01.06.1944 года | 3-й Украинский фронт | 5-я ударная армия     | -      | 7-я артиллерийская дивизия | -          |
| 01.07.1944 года | Карельский фронт     | 7-я армия             | -      | 7-я артиллерийская дивизия | -          |
| 01.08.1944 года | Карельский фронт     | 7-я армия             | -      | 7-я артиллерийская дивизия | -          |
| 01.09.1944 года | 3-й Украинский фронт | -                     | -      | 7-я артиллерийская дивизия | -          |
| 01.10.1944 года | 2-й Украинский фронт | 46-я армия            | -      | 7-я артиллерийская дивизия | -          |
| 01.11.1944 года | 2-й Украинский фронт | 46-я армия            | -      | 7-я артиллерийская дивизия | -          |
| 01.12.1944 года | 2-й Украинский фронт | 46-я армия            | -      | 7-я артиллерийская дивизия | -          |
| 01.01.1945 года | 3-й Украинский фронт | -                     | -      | 7-я артиллерийская дивизия | -          |
| 01.02.1945 года | 3-й Украинский фронт | -                     | -      | 7-я артиллерийская дивизия | -          |
| 01.03.1945 года | 3-й Украинский фронт | -                     | -      | 7-я артиллерийская дивизия | -          |
| 01.04.1945 года | 3-й Украинский фронт | -                     | -      | 7-я артиллерийская дивизия | -          |
| 01.05.1945 года | 3-й Украинский фронт | -                     | -      | 7-я артиллерийская дивизия | -          |

## Командиры
- Францев Аркадий Петрович, подполковник, на 14.09.1943 года
- Гражданкин, Виктор Иванович, полковник — ?? до 05.09.1945 года

## Воины бригады
| Награда | Ф. И.О.                     | Должность        | Звание    | Дата награждения | Примечания |
| ------- | --------------------------- | ---------------- | --------- | ---------------- | ---------- |
|         | Гражданкин, Виктор Иванович | Командир бригады | полковник | 24.03.1945       |            |

## Награды и наименования
| Награда (наименование)                | Дата                                                                 | За что получена |
| ------------------------------------- | -------------------------------------------------------------------- | --- |
| Орден Кутузова II степени             | Указ Президиума Верховного Совета СССР от 26 апреля 1945 года        | За образцовое выполнение заданий командования в боях с немецкими захватчиками при овладении городами Залаэгерсег, Кестель, Надьбайом, Бегене, Марцали, Надьатад и проявленные при этом доблесть и мужество. |
| Орден Богдана Хмельницкого II степени | Указ Президиума Верховного Совета СССР от 26 апреля 1945 года        | За образцовое выполнение заданий командования в боях с немецкими захватчиками при овладении городами Секешфехервар, Мор, Зирез, Веспрем, Эньинг и проявленные при этом доблесть и мужество.                 |
| Почётное наименование «Свирская»      | Приказ Верховного Главнокомандующего СССР № 0174 от 2 июля 1944 года | за участие в Свирско-Петрозаводской операции. |